# Cimetière des Prés (Clichy-sous-Bois)
Le cimetière des Prés, couramment appelé nouveau cimetière, est un cimetière se trouvant rue des Prés à Clichy-sous-Bois. C'est l'un des deux cimetières de la commune, avec le cimetière de la Colline, dit ancien cimetière.

## Situation et accès
Le cimetière des Prés est accessible par la ligne 4 du tramway d'Île-de-France.

## Historique

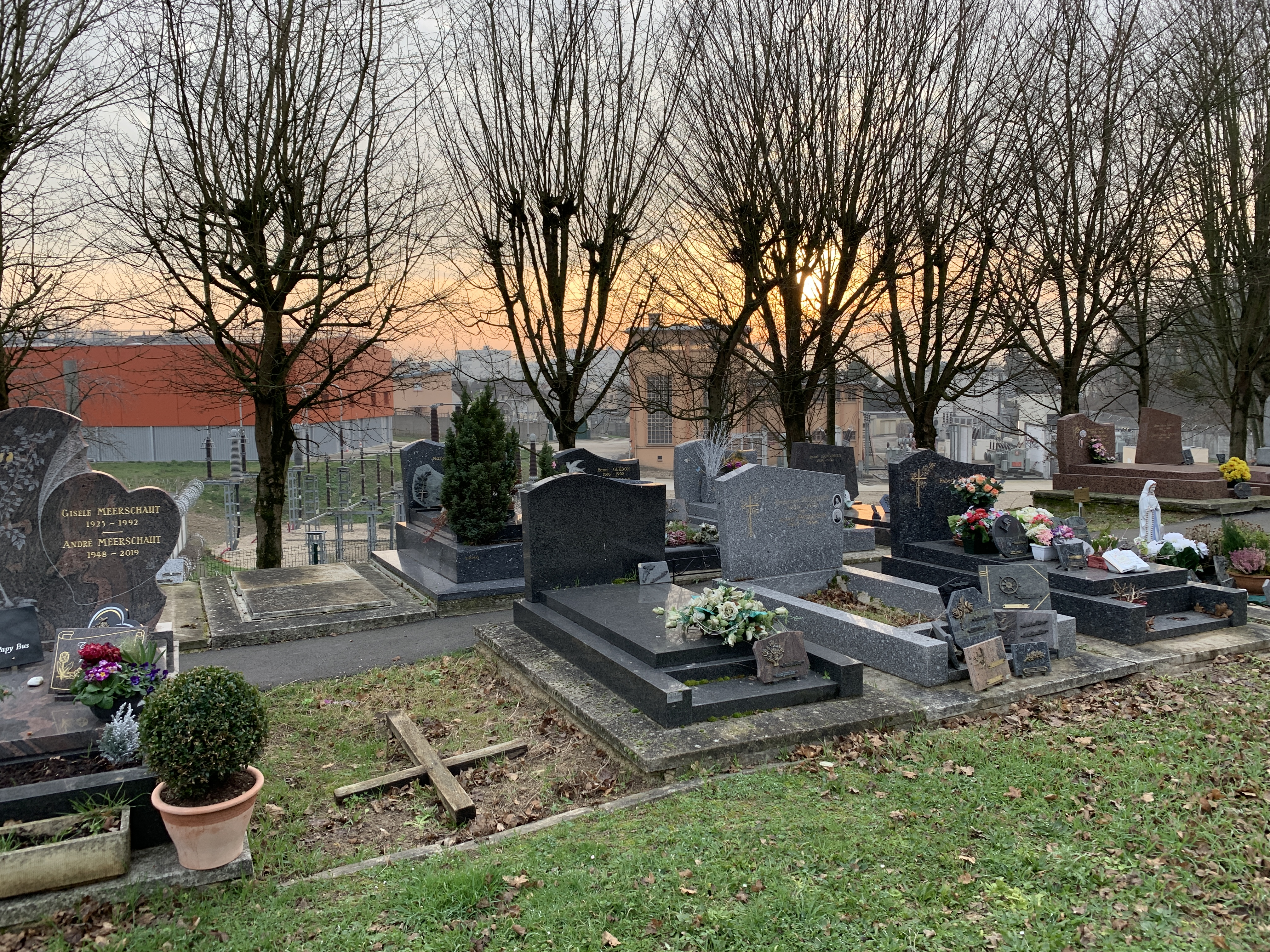
Le transformateur, en arrière-plan.

Ce cimetière est notamment connu pour être le point de départ des émeutes de 2005 dans les banlieues françaises, lorsque la police nationale tente d'y interpeller des adolescents, dont trois fuient dans un poste de transformation EDF, jouxtant le cimetière. Ils y sont électrocutés.
En 2019, on lui adjoint un ossuaire,.